# Augustin Bonnetty
Augustin Bonnetty, né à Entrevaux le 9 mai 1798 et mort à Paris le 26 mars 1879, est un penseur et écrivain français qui a fondé et édité la revue Annales de philosophie chrétienne de 1830 jusqu'à sa mort.

## Biographie

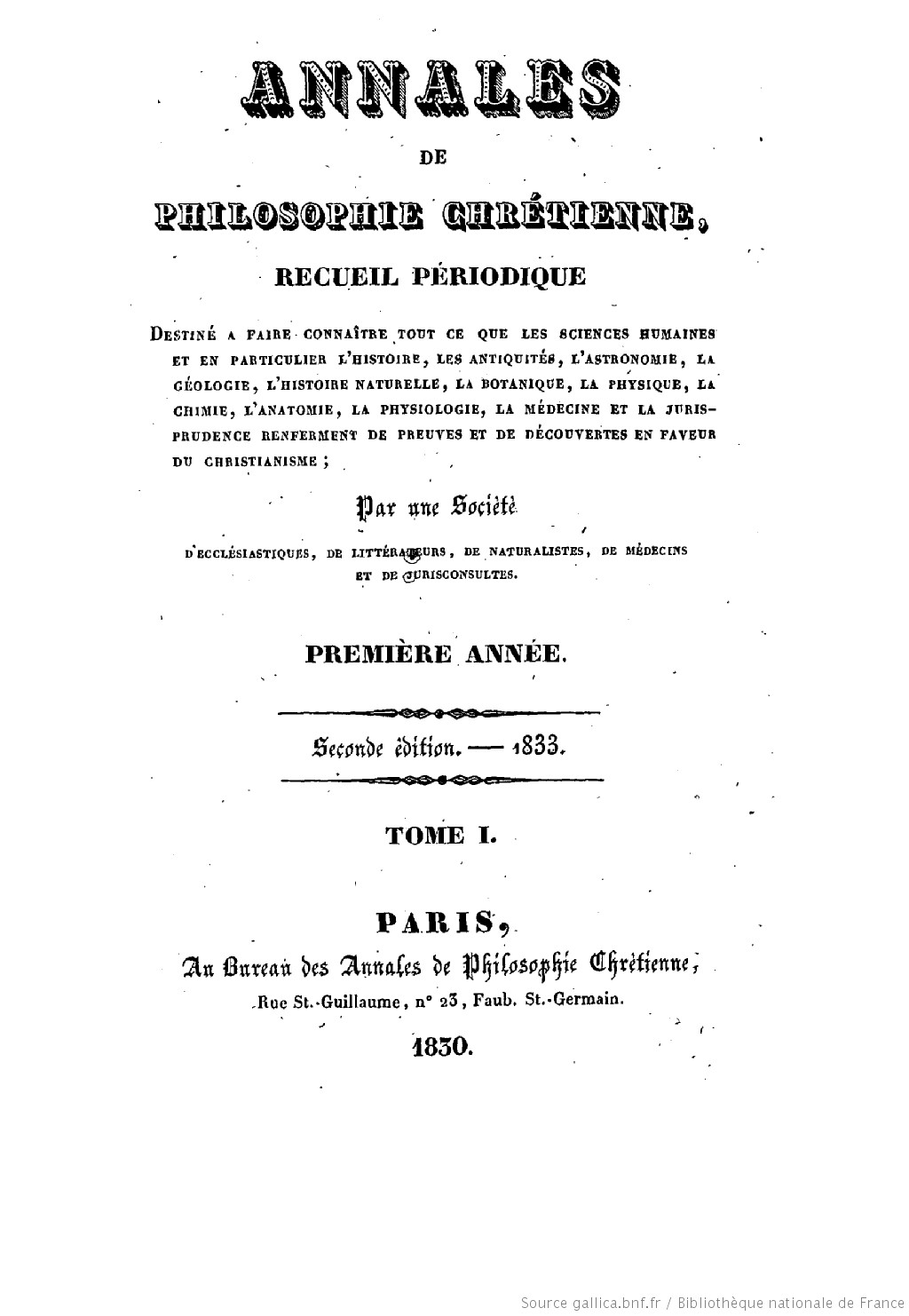
Annales de philosophie chrétienne

### Jeunesse
En 1815, Bonnetty entre au séminaire de Digne et étudie pour la prêtrise. Après avoir terminé ses études philosophiques et théologiques, étant donné qu'il était trop jeune pour être ordonné prêtre, il se rend à Marseille comme précepteur. Il sent bientôt que sa mission était d'utiliser la science et la philosophie dans la défense de l'Église et décide de rester laïc. En 1825, il se rend à Paris afin de poursuivre ses études.

### Fondateur desAnnales de philosophie chrétienne
Cinq ans plus tard, avec l'aide de l'abbé Savornin et du docteur Bayle, il fonde les Annales de philosophie chrétienne (premier numéro le 31 juillet 1830) qu'il dirigera jusqu'à sa mort. Son objectif principal était de montrer les liens entre la science et la religion, et aussi de montrer comment les différentes sciences ont contribué à la démonstration du christianisme.
En 1838, il prend également la direction d'une autre revue intitulée L'Université catholique fondée deux ans plus tôt par Philippe Gerbet, Antoine de Salinis, Casimir de Scorbiac et Charles Forbes de Montalembert. En effet cette revue menaçait sinon de décliner. Devenu l'unique propriétaire de cette revue en 1846, il suspend sa publication, en 1855, pour se consacrer exclusivement aux Annales.
La revue a une portée encyclopédique et n’est pas destinée au grand public. Augustin Bonnetty souhaite que le nombre d'abonnés se maintienne entre 600 et 800, il s'adresse avant tout à une élite.

### Pensée philosophique
Augustin Bonnetty a été marqué par les écrits de Félicité de Lamennais, auteur notamment de l'Essai sur l'indifférence en matière de religion (1817). Les écrits de Félicité de Lamennais ont influencé sa pensée. Puis il a consacré toute sa vie à justifier et à développer l'idée selon laquelle le christianisme est une croyance universelle, en lien avec la philosophie du sens commun modernisée par les penseurs de l'époque.
Parmi les traits principaux des « Annales », il y avait la tentative de montrer l'universalité d'une révélation primitive reconnaissable jusque dans les mythes et les fables de toutes les nations. A la fois Catholique et scientifique, il souhaite contribuer à démontrer que les découvertes de la science confirment la doctrine catholique et que la croyance n'empêche pas d'être instruit, de raisonner de façon scientifique. Il étudie les langues orientales et l’anthropologie. 

La préoccupation principale de Bonnetty était la philosophie de l'histoire.
	« On commence à comprendre comment toute religion dans son ensemble repose sur la tradition : sur l'histoire, c'est-à-dire non sur le raisonnement. Il faut aussi reconnaître que si depuis quelque temps le christianisme et l'influence bienfaisante de l'Église sur les destinées de peuples sont mieux appréciés, cela est dû aux découvertes historiques, et surtout aux progrès de ce domaine de la science historique qui porte le nom de Philosophie de l'Histoire. »
Bonnetty n'a cessé de souligner la nécessité de donner une place honorable aux sciences humaines dans le programme des études ecclésiastiques. Dans un but apologétique, il conseille également l'étude d'écrivains modernes anti-chrétiens ou anti-catholiques comme Benjamin Constant ou Claude-Henri de Rouvroy, comte de Saint-Simon.

### Mort
Il meurt le 26 mars 1879, âgé de plus de 80 ans.